# Umberto Buonocuore
Humberto Buonocuore Mazzolla (Napoles, Italia, 15 de noviembre de 1930 -  29 de septiembre de 2007) era un actor y comediante italiano.

## Biografía
Nació en Nápoles, el 15 de noviembre de 1930 y Llegó a Venezuela siendo muy joven (a los 23 años) en 1953, y fue aquí donde se convirtió en actor, al lado de Juana Sujo. Posteriormente incursionó en la televisión, y entre ésta y las tablas paso buena parte de su larga vida. Aunque sus inicios fueron como actor, siempre tuvo la espinita de querer ser director, y fue así como dio vida en las tablas a excelentes obras, sin dejar de lado su pasión por la actuación. Su primer trabajo como director fue Los tres movimientos del amor, obra en la que también actuaba, al lado de Olympia Maldonado, Domingo Velásquez y Ana Morales.
A nivel de actuación Umberto Buonocuore se destacó en 2 géneros: el drama y la comedia. En cuanto a drama hizo varios papeles en telenovelas. Actuó en los dramáticos: Leonela (1983), Mansión de Luxe (1986), Mi amada Beatriz (1987), Señora (1988), Por amarte tanto (1993), Dulce enemiga (1994-95), Ka Ina (1995), El perdón de los pecados (1996), A todo corazón (1997), Mujercitas (1999), Muñeca de trapo (2000), Felina (2001), Mambo y canela (2002), Sabor a ti (2004) y Con toda el alma (2005). La última participación que tuvo en la pantalla chica fue en la telenovela Ciudad Bendita, en Venevisión.
En cuanto al género cómico, Umberto Buonocuore participó en Las mil y una risas, La rueda, El barbero de Sevilla, El show de Joselo, El show de López, La Noticia Bomba, Bienvenidos, Cheverísimo y Cásate y verás. En la actuación casi siempre le ponían el papel del italiano emigrante buena gente. La última obra teatral que Buonocuore escribió y dirigió se titulaba "Seis Lolas y Un Loló"
Falleció en horas de la madrugada, a los 76 años de edad, luego de luchar contra un cáncer durante tres años.

## Telenovelas
- 1976, Daniela. - Dante
- 1977, Laura y Virginia.
- 1982, Federrico. - Don Vito
- 1983, Leonela. - Vicenzo di Pasquale
- 1986, Mansión de Luxe. - Manuel
- 1987, Mi amada Beatriz.
- 1988, Señora. -  Jacinto Perdomo
- 1992, Cara sucia. - Pepino
- 1993, Por amarte tanto. - Octavio
- 1995, Ka Ina. - Gaetano Filippo
- 1995, Dulce enemiga. - Nino
- 1996, El perdón de los pecados. - Mario
- 1997, A todo corazón.- Maximino Palmero
- 1999, Mujercitas. - Bonelli
- 2000, Muñeca de trapo. - Don Nicolo
- 2001, Felina. - Arturo
- 2002, Mambo y canela. - Florencio
- 2004, Sabor a ti. - Salvador Lombardi
- 2005, Con toda el alma. - Nono

## Programas cómicos
- 1981      - El Show de Joselo (RCTV)
- 1982-1985 - El Show de López (RCTV)
- 1983 - Federrico (RCTV)
- 1989-1990 - La Noticia Bomba (Televen)
- 1992      - Bienvenidos (Venevisión)
- 1992-2020 - Cheverísimo (Venevisión)

## Cine
- 1992, Roraima. - Carlota's Father